# Bataille d'Andrinople (1205)
Pour les articles homonymes, voir Bataille d'Andrinople.
La bataille d'Andrinople eut lieu les 13 et 14 avril 1205 entre les troupes bulgares menées par le tsar Kaloyan, et celles de l'empereur Baudouin Ier ainsi que ses alliés vénitiens conduits par le doge Enrico Dandolo. La victoire revint aux Bulgares grâce à une embuscade menée avec l'aide de leurs alliés coumans.
Cette bataille nous est principalement connue grâce à la chronique de Geoffroi de Villehardouin.

## Le contexte

La quatrième croisade et l’Empire bulgare.

À la suite de la quatrième croisade et de la prise de Constantinople, les croisés et les Vénitiens s'étaient partagé l’ancien Empire byzantin qu'ils avaient remplacé par un empire latin dont Baudouin de Flandre avait pris la tête, recevant une partie de la ville ainsi que le quart de tout le territoire de l’empire, essentiellement la Thrace et le nord-ouest de l’Asie mineure jouxtant la capitale. Les autres chefs croisés partirent alors à la conquête des territoires qu’ils avaient reçus sur papier. Ainsi, Boniface de Montferrat s’installa en Macédoine et Thessalie. Grande gagnante de cette aventure, Venise prit possession de Dyrrachium et de Raguse sur la côte adriatique et de diverses iles favorisant son commerce maritime. Le comte Louis de Blois, qui n’avait pu prendre part à la capture de Constantinople en raison de maladie, fut fait duc de Nicée en Asie mineure que s’apprêta à conquérir le frère du roi, Henri de Hainaut,.
Dans la Bulgarie voisine, depuis quelques années déjà, Jean Kalojan était en négociations avec le pape Innocent III pour réunir l’Église bulgare et valaque à l’Église catholique. En 1202, il avait proposé au pape qu’en échange d’une telle union, lui-même se voit concéder le titre de « tsar » et qu’un patriarche soit nommé à Tărnovo comme archevêque-primat d’une église autonome. Le pape se refusant à lui concéder plus que le titre de « rex Bulgarorum et Blachorum » (rois des Bulgares et des Valaques), Kalojan s’était tourné vers Alexis III Ange qui acceptait non seulement de le reconnaître comme « tsar » (empereur) mais également promettait la création d’un patriarcat autonome.
L’arrivée des Latins modifiait considérablement la situation, d’autant plus que ceux-ci revendiquaient certains territoires bulgares, franchissant la frontière et se livrant au pillage. Kalojan décida alors de chercher des alliés au sein de l’aristocratie rurale byzantine de Thrace, laquelle heurtée de front par l’attitude hostile des Latins, se rebellait déjà contre ceux-ci. Au printemps 1205, à Didymotique, à Andrinople (détenue par les Vénitiens) et dans diverses autres villes de Thrace, les garnisons latines furent massacrées ou durent se retirer. Les élites grecques appelèrent alors à l’aide Kalojan lui proposant la couronne impériale.
Constatant que la révolte se généralisait, l’empereur Baudouin Ier donna ordre à son frère Henri de revenir d’Asie mineure avec ses troupes, pendant que Louis de Blois, remis de sa maladie, rappela ses gens également partis à la conquête de leurs territoires. Un premier contingent commandé par Geoffroi de Villehardouin partit immédiatement et attendit l’empereur à Neguise,.

## La bataille
Attendant toujours les troupes de son frère, l’empereur ne put se mettre en route qu’au printemps 1205 après l’arrivée d’une centaine de chevaliers venant de Nicomédie. Il partit alors rejoindre Geoffroy de Villehardouin et atteignit Andrinople à la fin de mars. Mais vu le petit nombre des chevaliers qui les accompagnaient, Villehardouin et l’empereur décidèrent d’assiéger la ville bien défendue par les troupes bulgares plutôt que de l’attaquer. Peu après arriva le doge Enrico Dandolo dont les troupes étaient aussi importantes que celles de l’empereur et de Louis de Blois réunies.
Partie sans grands préparatifs de Constantinople, l’armée latine manquait non seulement d’hommes pour cette entreprise mais également d’approvisionnement. Pour remédier à la chose, le comte Louis de Blois décida d’aller faire razzia jusqu’au château appelé Pentace, défendu par des Grecs qui repoussèrent l’assaut des Latins. Revenus bredouilles au camp, les chevaliers passèrent la semaine sainte à fabriquer des machines de guerre et à creuser des tranchées sous les murs de la ville, plaçant devant chaque porte de la ville une unité comprenant un contingent du doge Dandolo.
C’est alors que les Latins apprirent que le tsar bulgare, venant au secours des Grecs, s’avançait avec « une puissante armée composée de Bulgares, Valaques et d’environ quatorze mille Coumans»; il s’arrêta à environ 25 kilomètres au nord-est de la ville, le 10 avril 1205. Il fut alors décidé que Geoffroy de Villehardouin et Manassée de Lisle demeureraient à la garde du camp pendant que l’empereur et le surplus de l’armée irait attendre Kalojan au cas où celui-ci déciderait de livrer bataille. Kalojan envoya des contingents de cavalerie légère coumane faire des razzias jusqu'au camp des Francs. L’alarme ayant été donnée, les Francs sortirent en désordre pour leur donner la chasse sur « une bonne lieue » (environ quatre kilomètres), ne se rendant pas compte que ceux-ci les attiraient dans un guet-apens. Après cette longue poursuite, les Coumans se retournèrent brusquement et commencèrent à tirer leurs flèches sur leurs poursuivants, tuant un nombre important de ceux-ci et de leurs chevaux de guerre.

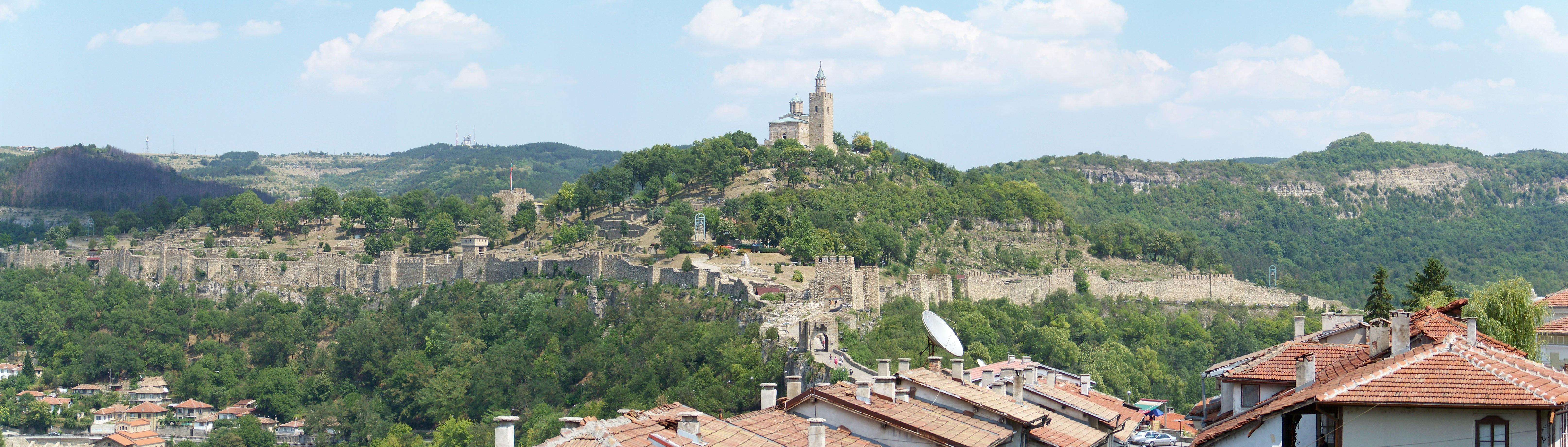
Vue panoramique de la forteresse Tsarevets où fut enfermé l’empereur Baudouin Ier.

Réalisant leur erreur, les Francs de retour au camp décidèrent que si les Bulgares revenaient, ils sortiraient hors du camp en bon ordre et se rangeraient en ordre de bataille sans avancer pour quelle que raison que ce soit. Geoffroy de Villehardouin et Manassée de Lisle demeureraient de garde du côté de la ville.
Effectivement, le lendemain, les Coumans revinrent et attaquèrent le camp, se rendant jusqu’aux tentes des soldats. Tel qu’ordonné, les soldats prirent leurs armes et se rangèrent en formation. Toutefois, l’impétueux Louis de Blois, contrairement aux ordres, décida de charger les Coumans, demandant à l’empereur de le suivre. Ne sachant que faire, mais outrés par cette attaque qui tombait dans la semaine de Pâques, nombre de soldats le suivirent, poursuivant leurs assaillants sur près de deux lieues. Leur cavalerie étant beaucoup plus rapide que celle des Francs, les Coumans s’arrêtèrent à plusieurs reprises pour donner le temps à leurs poursuivants de les rejoindre, à la suite de quoi, après un semblant de bataille, ils les attirèrent dans un traquenard soigneusement préparé. Le lieu exact de ce traquenard demeure inconnu, mais tout porte à croire qu’il s’agissait des méandres de la rivière Toùndja.
Pendant les jours où ils préparaient leur camp, les Bulgares avaient creusé dans un ravin entouré de collines des « pièges à loups », fosses où tomberaient les chevaux, ralentissant les mouvements et la formation de la cavalerie lourde latine. Tout autour du terrain ainsi miné, Kalojan avait disposé son infanterie et sa cavalerie lourde.
Dès qu’elle fut rendue en sûreté de l’autre côté du terrain où se trouvaient ces pièges, la cavalerie légère des Coumans se retourna, prête à une bataille rangée. Se rendant compte trop tard du piège tendu, le comte de Blois fut parmi les premiers à être terrassé. Lorsque l’empereur arriva avec ses propres chevaliers, il était trop tard : ses tentatives pour secourir le comte de Blois s’avérèrent vaines. Kalojan à son tour attaqua, entourant Baudouin et sa cavalerie lourde, séparant les Francs en deux groupes distincts. Leur formation rompue, entourés et incapables d’agir de concert, les Latins furent complètement défaits : l’empereur fut fait prisonnier, alors que le comte de Blois trouva la mort sur le terrain. Kalojan emmena alors son prisonnier à Veliko Tarnovo où il fut enfermé dans la tour de la forteresse Tsarevets.
Parmi les chefs de l’armée latine, nombreux sont ceux qui trouvèrent la mort. Les autres se hâtèrent de regagner leur camp à la tombée du jour, alors que les Coumans qui les poursuivaient commencèrent à se retirer. Après consultation entre Geoffroy de Villehardouin et le doge Dandolo, il fut résolu de lever le siège et de retourner à Constantinople. Le prince Henri apprit la défaite et la capture de son frère alors qu’ayant quitté l’Anatolie, il gagnait aussi rapidement que possible Andrinople accompagné de troupes arméniennes. En chemin, ils rencontrèrent Villehardouin et le doge Dandolo qui rentraient. Il fut alors décidé qu’Henri deviendrait régent du royaume. Pendant ce temps, Kalojan se rendait maître du pays, envoyant ses Coumans jusque devant Constantinople.

## Les suites

### Le sort deBaudouinIer
Si l’on est certain que Baudouin mourut en captivité, les circonstances entourant sa mort ont donné lieu à diverses théories. Dans les premiers temps, il fut apparemment traité avec honneur. Selon certaines hypothèses, il aurait pu être tué par Kalojan furieux de la révolte de Philipopolis (aujourd’hui Plovdiv en Bulgarie) dont les citoyens s’étaient rendus aux forces latines. Une légende bulgare voudrait que la cause de la fureur de Kalojan ait été le fait que Baudouin soit tombé amoureux de son épouse. Selon l’historien byzantin Georges Acropolitès, le tsar Kalojan aurait fait monter son crâne pour s’en servir comme coupe à boire, exactement comme un de ses prédécesseurs, le khan Kroum, l’avait fait avec l’empereur Nicéphore Ier; aucun autre témoignage cependant ne vient appuyer cette affirmation. Il est certain toutefois que Kalojan informa à la fois le pape Innocent III et la cour de Constantinople du décès de son prisonnier en prison. Une tour de la forteresse médiévale de Tsarevets s’appelle encore « tour de Baudouin ».

### Conséquences pour l’empire latin

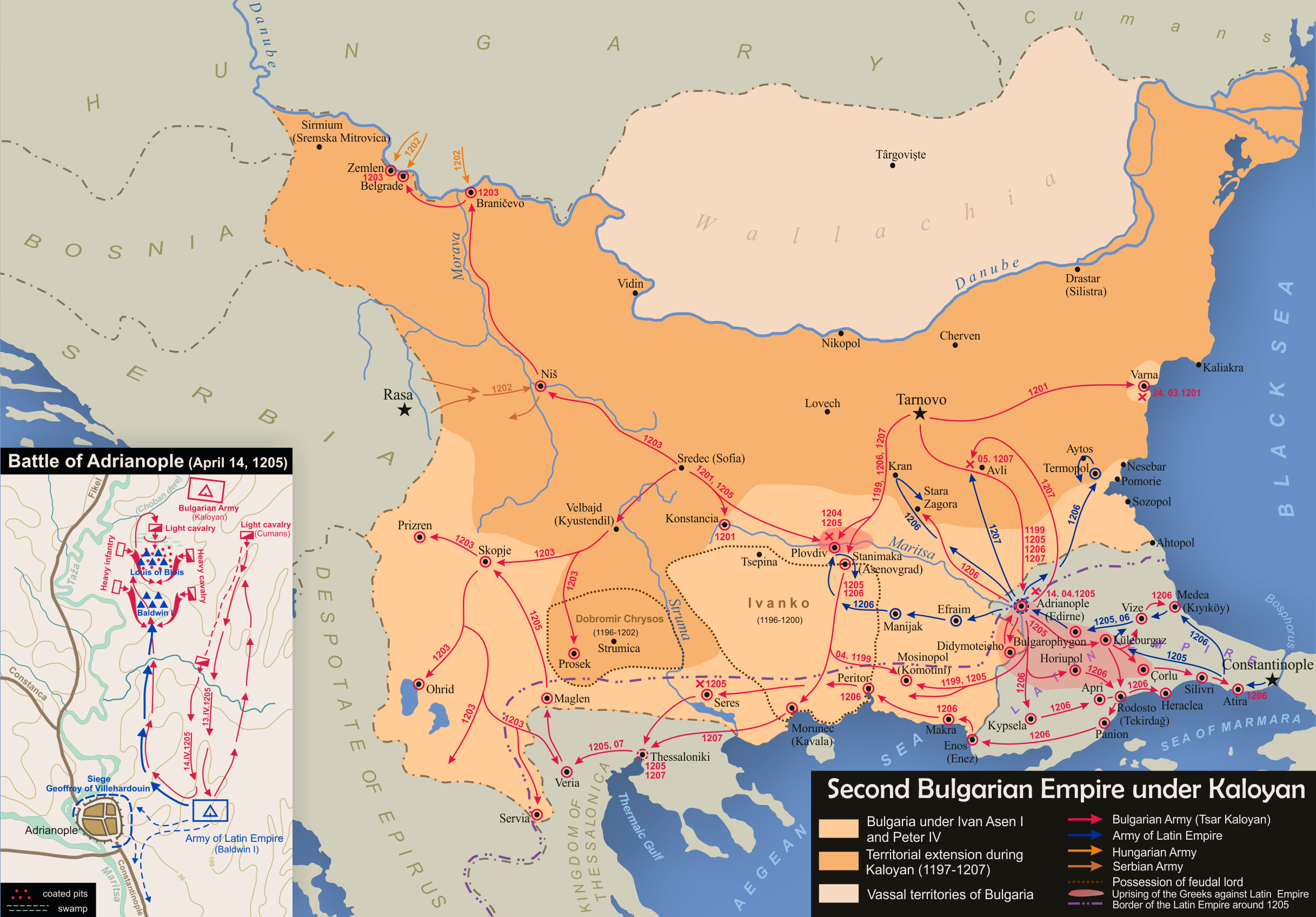
Les conquêtes de Kalojan et le second Empire bulgare.

Une année après la conquête de Constantinople par les Croisés, la puissance latine était déjà ébranlée par la perte de plusieurs des principaux chevaliers qui avaient participé à la conquête ; en Asie mineure, Théodore Lascaris avait maintenant les mains libres pour constituer un empire grec et se poser en successeur légitime des empereurs byzantins.
La nouvelle de cette défaite se répandit rapidement en Europe. S’ajoutant aux excommunications lancées par le pape contre les croisés après la prise de Zara, elle flétrit la réputation de l’armée réputée invincible après la conquête de Constantinople dont les murailles avaient résisté pendant des siècles aux assauts des envahisseurs. Le régent Henri et son conseil envoyèrent immédiatement une délégation à Rome, en France et en Flandres pour implorer du secours devant l’avance de Kalojan et de ses troupes. Un autre malheur vint affaiblir les Latins : le doge Dandolo, épuisé par l’âge et les fatigues de la retraite, devait mourir six semaines après la bataille. Il fut inhumé dans la cathédrale Sainte-Sophie.

### Conséquences pour la Bulgarie
Par bonheur pour les Latins, toutefois, l’été arrêta l’avancée de Kalojan en territoire impérial ; la plupart des Coumans ne pouvant résister à la chaleur estivale de cette région décidèrent de quitter celui-ci et de rentrer dans leur pays. Kalojan et ses Bulgares ainsi que les Grecs qui s’étaient joints à lui se dirigèrent alors vers Thessalonique après avoir conquis Serres et Philippopolis ainsi qu’une grande partie des territoires latins de Thrace et Macédoine. Boniface de Montferrat qui assiégeait Nauplie, dut abandonner le siège pour rentrer précipitamment dans sa ville.
Kalojan devait toutefois mourir le 8 octobre 1207 pendant le siège de Thessalonique, assassiné par le chef des mercenaires coumans restés avec lui. Il avait entre-temps fait du second Empire bulgare une puissance importante dans la région, permettant aux Balkans d’échapper à la domination latine.

### Sources primaires
- Nicétas Choniatès, Histoire (Χρονική διήγησις), éd. Jan Louis van Dieten, Berlin (CFHB #11), 1975.  (ISBN 3110045281)
- Robert de Clari, La Conquête de Constantinople. Paris, Honoré Champion, 2004.  (ISBN 2745311352). [lire en ligne]
- Aubry de Trois-Fontaines, Chronica Albrici Monachi Trium Fontium dans Monumenta Germaniae Historica: Scriptorum, vol. 23, Hanover, 1874, pp. 631-950.
- Geoffroy de Villehardouin, La Conquête de Constantinople. [lire en ligne]

### Sources secondaires
- René Grousset, Histoire des croisades et du royaume franc de Jérusalem, Paris, Perrin, 1936 (réimpr. 1999).
- Michel Kaplan, Pourquoi Byzance ? Un empire de onze siècles, Paris, Gallimard, 2016.  (ISBN 978-2-070-34100-9).
- Jean Longnon, Les Compagnons de Villehardouin : Recherches sur les croisés de la quatrième croisade, Genève, Droz, 1978. (OCLC 557989224).
- Georges Ostrogorsky, Histoire de l’État byzantin. Paris, Payot, 1956, 1983.  (ISBN 2-228-07061-0).
- Steven Runciman, Histoire des croisades. Paris, Tallendier, 2006.  (ISBN 978-2-847-34272-7).
- (en) DeVries, Kelly. Battles of the Crusades 1097-1444 : From Dorylaeum to Varna. New York: Barnes & Noble, 2007.  (ISBN 0760793344).
- (en) Norwich, John Julius. A History of Venice. London, Penguin Books, 1982 [1977].  (ISBN 978-0-140-06623-4).
- (en) Phillips, Jonathan. The Fourth Crusade and the Sack of Constantinople, London, Jonathan Cape, 2004.  (ISBN 0-224-06986-1).
- (en) Queller, Donald E. & Madden, Thomas F. The Fourth Crusade: The Conquest of Constantinople. University of Pennsylvania Press, 1997.  (ISBN 978-0-812-21713-1).
- (en) Revell, Elizabeth, ed. The Later Letters of Peter of Blois. Oxford University Press, 1993.  (ISBN 978-0-197-26108-8).